# 서해갑문 (남포)

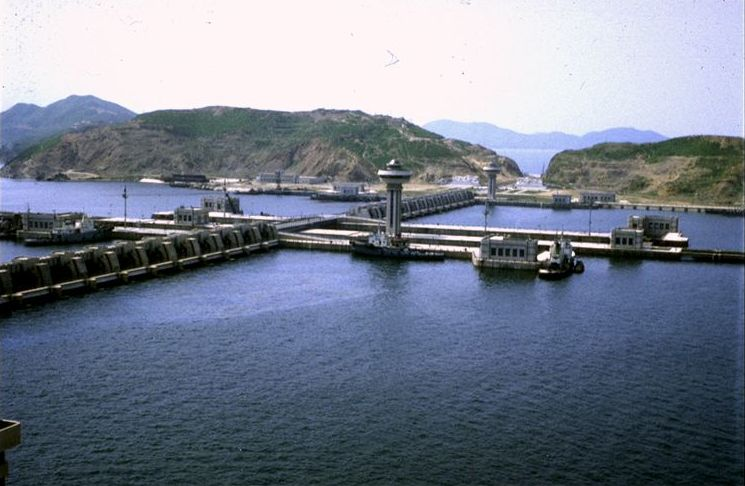
서해갑문의 전경

서해갑문(西海閘門) 또는 남포갑문(南浦閘門)은 조선민주주의인민공화국 남포특별시 와우도구역에 위치하며, 남포시 중앙에서 서쪽으로 15km 떨어진 곳에 위치한 방조제이다. 길이는 8km이고 3개의 갑문과 36개의 수문이 있으며, 5만 톤급의 선박이 통행할 수 있다. 댐은 대동강이 황해로 흘러나가는 것을 막는다. 갑문은 '4대 자연개조사업'의 일환으로 1981년 5월 4일부터 1986년 6월 24일까지 건설되었다. 위에는 도로와 서해갑문선 철도가 건설되어 남포와 황해남도를 연결한다.

## 건설 목적
서해갑문을 건설한 목적은 다음과 같다.
- 대동강의 수위를 높여 남포항에 통행할 수 있는 선박의 용량을 2만 톤에서 5만 톤 수준으로 향상시킨다.
- 해수가 담수로 유입되는 것을 막아 농업용수 및 남포공업지구의 공업용수 확보 문제를 해결한다.
- 토지를 추가로 관개해 이 지역의 경작가능한 땅을 늘린다.

## 건설 과정
서해갑문에 대한 구상은 1970년대 중후반부터 있었고, 북한 당국은 소련에게 교역 차원에서 현물을 가져다 주고 설계와 시공 기술을 받아오려고 했다. 그리하여 소련 건설당국의 기술자들을 불러와서 건설 예정지와 대동강 일대를 둘러보게 했는데, 실익이 없다고 했다.

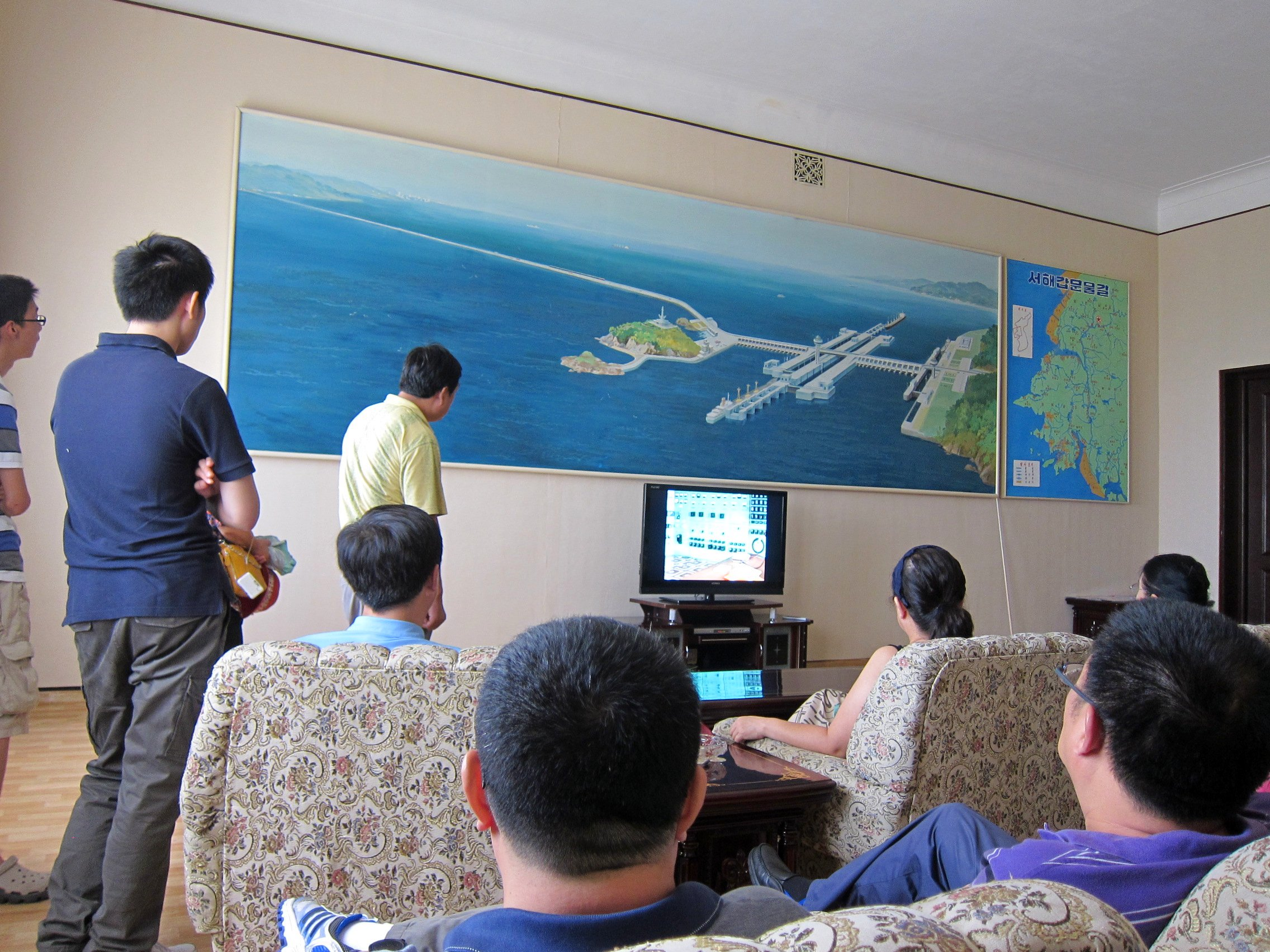
전망대 내부

그럼에도 불구하고 1981년 5월 4일에 착공했으며, 4~5개 군단 규모의 조선인민군 육군 군인(20만 명)과 수만 명의 노동자들을 동원해 이 갑문을 3년내에 완공시킬 계획이었다. 그러나 공사규모가 방대하며 작업지역의 유속이 빠르고(초속 11m) 수심이 깊어(최고 30m) 작업조건이 극히 나쁜데다, 북한의 토목공사 기술수준이 낮아 두 차례 완공시한을 연기(1985년 4월 15일, 1985년 10월 10일)한 끝에 1986년 6월 24일 완공했다. 열악한 작업조건 속에서 정해진 시일에 맞춰 무리하게 공사를 추진하면서 많은 인명 피해가 발생한 것으로 알려져 있다.

## 현황
조선민주주의인민공화국은 서해갑문 건설을 공학적 성취로 여기며 홍보한다. 조선중앙통신사의 텔레비전 뉴스 방송에서는 흔히 서해갑문을 배경으로 사용하며, 외국 관광객들이 많이 찾는 장소이기도 하다.

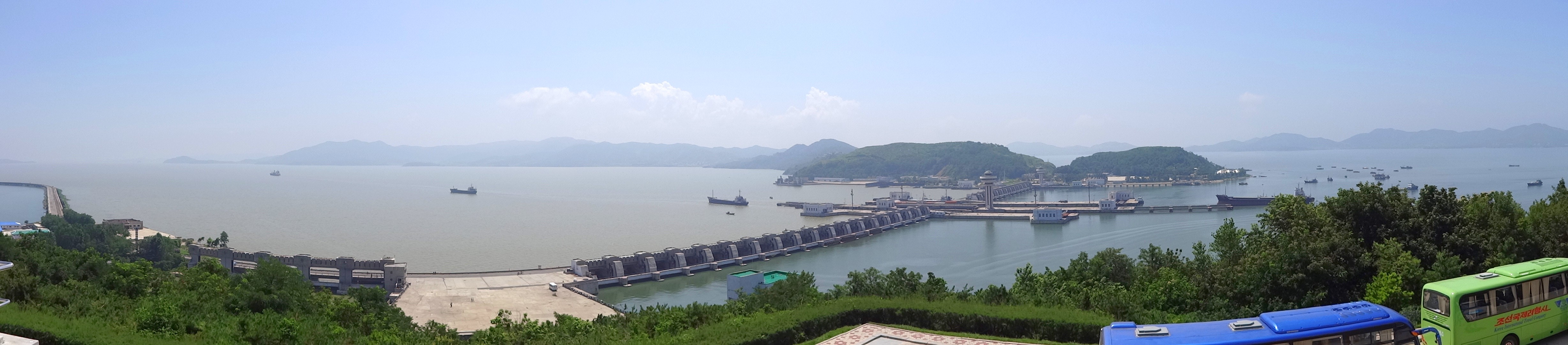
방문자 전망대에서 바라본 서해 갑문

댐을 건설하는 데 사용된 비용은 약 40억 달러로 추정된다. 하지만, 대동강 지역의 환경오염을 유발하기도 했다.

## 같이 보기
- 남포시
- 와우도구역
- 수풍댐
- 대동강
- 황해

## 교통
- 서해갑문선